# Wereldkampioenschap voetbal 2014 (Groep B) Spanje - Nederland
Dit artikel gaat over de wedstrijd in de groepsfase in groep B tussen Spanje en Nederland die gespeeld werd op 13 juni 2014 tijdens het wereldkampioenschap voetbal 2014. Het was het derde duel van het toernooi, één dag na de openingswedstrijd. Op dezelfde dag werden de wedstrijden Mexico – Kameroen en Chili – Australië gespeeld.

## Voorafgaand aan de wedstrijd
- Spanje en Nederland stonden op het vorige wereldkampioenschap voetbal (Zuid-Afrika 2010) tegen elkaar in de finale.
- Spanje stond bij aanvang van het toernooi op de eerste plaats van de FIFA-wereldranglijst. Dat was geen noviteit: na de winst van de finale van het Europees kampioenschap voetbal 2008 steeg het land op de lijst van juli 2008 naar de eerste plaats. Daarmee passeerde Spanje Argentinië, Brazilië en Italië. Sindsdien stond het slechts in zeven maanden de eerste positie af: zesmaal aan Brazilië, eenmaal aan tegenstander Nederland (augustus 2011). In juni stond Duitsland op de tweede plaats met 185 punten achterstand.[1]
- Nederland stond bij aanvang van het toernooi op de vijftiende plaats van de mondiale ranglijst. Het land kende vanaf de zomer van 2011 een vrijwel continue daling op de lijst, met als dieptepunt de vijftiende positie in april 2014; Nederland stond niet meer zo laag genoteerd sinds juli 2002, in het jaar van het wereldkampioenschap waarvoor Nederland zich niet kwalificeerde. In mei en juni 2014 bleef het elftal als vijftiende gerangschikt.[2] Daarmee was Nederland het negende land op de zonale ranglijst, achter Griekenland.
- De confrontatie tussen de nationale elftallen van Spanje en Nederland vond tienmaal eerder plaats. Ze ontmoetten elkaar voor het eerst op 5 september 1920 in het Olympisch Stadion in het Belgische Antwerpen voor een duel op de Olympische Zomerspelen. De Spanjaarden wonnen de wedstrijd met 1–3; Ber Groosjohan redde de Nederlandse eer. Statistisch gezien, door het geringe verschil in overwinningen – Spanje won vijf duels, Nederland vier duels, eenmaal werd gelijkgespeeld – viel geen favoriet aan te wijzen. Spanje had wel een beter doelsaldo: het maakte vijf doelpunten meer dan Nederland (zestien respectievelijk elf doelpunten).[3]
- Op 10 juni maakte de FIFA bekend dat de Italiaan Nicola Rizzoli het duel zou leiden, waarbij hij geassisteerd zou worden door zijn landgenoten Renato Faverani en Andrea Stefani. De vierde official was de Noor Svein Oddvar Moen.[4] Rizzoli werd eenmaal eerder aangesteld als scheidsrechter bij een interland van Spanje: hij was de arbiter bij de kwartfinale van het Europees kampioenschap voetbal 2012 tussen Spanje en Frankrijk (2–0). Een wedstrijd van het Nederlands elftal floot hij driemaal eerder in zijn carrière. Dit deed hij het laatst op hetzelfde EK: het duel tussen Portugal en Nederland stond onder zijn leiding.[5]
- Beide landen verschenen voorafgaand aan het duel met een volledig fitte selectie, bestaande uit 23 spelers.[6][7] Diego Costa was de enige zorg bij de Spaanse selectie; door meerdere hamstringblessures aan het einde van het seizoen was deelname aan het toernooi voor hem geen zekerheid, maar enkele dagen voor dit duel gaf hij aan fit te zijn.[8]

## Wedstrijdgegevens
| Datum                | 13 juni 2014                   | 13 juni 2014                   |
| Wedstrijdnummer      | 3                              | 3                              |
| Stadion              | Arena Fonte Nova, Salvador     | Arena Fonte Nova, Salvador     |
| Toeschouwers         | 48.173                         | 48.173                         |
| Scheidsrechter       | Nicola Rizzoli                 | Nicola Rizzoli                 |
| Assistenten          | Renato Faverani Andrea Stefani | Renato Faverani Andrea Stefani |
| Vierde official      | Svein Oddvar Moen              | Svein Oddvar Moen              |
| Man van de wedstrijd | Robin van Persie               | Robin van Persie               |
|                      | Spanje                         | Nederland                      |
| Doelpunten           | 1                              | 5                              |
| Gele kaarten         | 1                              | 3                              |
| Rode kaarten         | 0                              | 0                              |
| Wissels              | 3                              | 3                              |
| Schoten op doel      | 6                              | 11                             |
| Schoten naast doel   | 3                              | 2                              |
| Overtredingen        | 5                              | 18                             |
| Hoekschoppen         | 4                              | 1                              |
| Buitenspel           | 5                              | 5                              |
| Balbezit (tijd)      | 33                             | 24                             |
| Balbezit (%)         | 57                             | 43                             |

| Spanje | 1 – 5           | Nederland |
| Xabi Alonso 27' (pen.) | goals (assists) | 44' Robin van Persie (Daley Blind) 53' Arjen Robben (Daley Blind) 65' Stefan de Vrij (Wesley Sneijder) 72' Robin van Persie 80' Arjen Robben (Wesley Sneijder)                           |
| Vicente del Bosque | bondscoach      | Louis van Gaal |
| Iker Casillas César Azpilicueta Gerard Piqué Sergio Ramos Jordi Alba Xavi Hernández Xabi Alonso 62' Sergio Busquets David Jiménez Silva 78' Diego Costa 62' Andrés Iniesta | opstellingen    | Jasper Cillessen Daryl Janmaat Ron Vlaar 77' Stefan de Vrij Bruno Martins Indi Daley Blind 62' Jonathan de Guzman Wesley Sneijder Nigel de Jong Arjen Robben ( 79') 79' Robin van Persie |
| Pedro Rodríguez 62' Fernando Torres 62' Cesc Fàbregas 78' | wissels         | 62' Georginio Wijnaldum 77' Joël Veltman 79' Jeremain Lens |
| Iker Casillas 65' | gele kaarten    | 25' Jonathan de Guzman 41' Stefan de Vrij 66' Robin van Persie |
| | rode kaarten    | |

- Spanje verloor de wedstrijd met 1–5. Dit was de grootste nederlaag van de Spanjaarden sinds 1963, toen met 6–2 van Schotland werd verloren.
- Voor Nederland scoorden Robin van Persie en Arjen Robben tweemaal, waarmee zij de eerste Oranjespelers werden die op drie WK's wisten te scoren. Stefan de Vrij maakte zijn eerste doelpunt voor het Nederlands elftal. Wesley Sneijder speelde zijn honderdste interland.
- Doelman Iker Casillas ging enkele malen in de fout. Na afloop bood hij zijn excuses aan aan het Spaanse volk, net als onder meer Xavi Hernández.[9]

## Wedstrijden
| Groepswedstrijden      |                       |                         |                       |                         |                        |                        |                         |
| Groep A                | Groep B               | Groep C                 | Groep D               | Groep E                 | Groep F                | Groep G                | Groep H                 |
| Brazilië – Kroatië     | Spanje – Nederland    | Colombia - Griekenland  | Uruguay – Costa Rica  | Zwitserland – Ecuador   | Argentinië – Bosnië    | Duitsland – Portugal   | België – Algerije       |
| Mexico – Kameroen      | Chili – Australië     | Ivoorkust – Japan       | Engeland – Italië     | Frankrijk – Honduras    | Iran – Nigeria         | Ghana – U.S.A.         | Rusland – Zuid-Korea    |
| Kameroen – Kroatië     | Australië – Nederland | Japan – Griekenland     | Italië – Costa Rica   | Honduras – Ecuador      | Nigeria – Bosnië       | U.S.A. – Portugal      | Zuid-Korea – Algerije   |
| Brazilië – Mexico      | Spanje – Chili        | Colombia – Ivoorkust    | Uruguay – Engeland    | Zwitserland – Frankrijk | Argentinië – Iran      | Duitsland – Ghana      | België – Rusland        |
| Kameroen – Brazilië    | Australië – Spanje    | Japan – Colombia        | Italië – Uruguay      | Honduras – Zwitserland  | Nigeria – Argentinië   | U.S.A. – Duitsland     | Zuid-Korea – België     |
| Kroatië – Mexico       | Nederland – Chili     | Griekenland – Ivoorkust | Costa Rica – Engeland | Ecuador – Frankrijk     | Bosnië – Iran          | Portugal – Ghana       | Algerije – Rusland      |
| Achtste finales        |                       |                         |                       |                         |                        |                        |                         |
| Brazilië Chili         | Colombia Uruguay      | Frankrijk Nigeria       | Duitsland Algerije    | Nederland Mexico        | Costa Rica Griekenland | Argentinië Zwitserland | België Verenigde Staten |
| Kwartfinales           |                       |                         |                       |                         |                        |                        |                         |
| Brazilië – Colombia    | Brazilië – Colombia   | Frankrijk – Duitsland   | Frankrijk – Duitsland | Nederland – Costa Rica  | Nederland – Costa Rica | Argentinië – België    | Argentinië – België     |
| Halve finales          |                       |                         |                       |                         |                        |                        |                         |
| Brazilië – Duitsland   | Brazilië – Duitsland  | Brazilië – Duitsland    | Brazilië – Duitsland  | Nederland – Argentinië  | Nederland – Argentinië | Nederland – Argentinië | Nederland – Argentinië  |
| Troostfinale           |                       |                         |                       |                         |                        |                        |                         |
| Brazilië – Nederland   |                       |                         |                       |                         |                        |                        |                         |
| Finale                 |                       |                         |                       |                         |                        |                        |                         |
| Duitsland – Argentinië |                       |                         |                       |                         |                        |                        |                         |

RFEF · A-internationals · Selecties · Bondscoaches · Spaans vrouwenelftal · Olympisch elftal · Spanje U21 · Spanje U20 · Spanje U19 · Spanje U18 · Spanje U17 · Spanje U16 · Vrouwen U17
1920 – 1929 ·
1930 – 1939 ·
1940 – 1949 ·
1950 – 1959 ·
1960 – 1969 ·
1970 – 1979 ·
1980 – 1989 ·
1990 – 1999 ·
2000 – 2009 ·
2010 – 2019 ·
2020 − 2029
EK's: 1964 · 
1980 · 
1984 · 
1988 · 
1996 · 
2000 · 
2004 · 
2008 · 
2012 · 
2016 · 
2020 · 
2024
WK's: 1934 · 
1950 · 
1962 · 
1966 · 
1978 · 
1982 · 
1986 · 
1990 · 
1994 · 
1998 · 
2002 · 
2006 · 
2010 · 
2014 · 
2018 · 
2022
OS: 1920 ·
1924 · 
1928 · 
1968 · 
1976 · 
1980 · 
1992 · 
1996 · 
2000 · 
2012 ·
2020
1920 · 
1921 · 
1922 · 
1923 · 
1924 · 
1925 · 
1926 · 
1927 · 
1928 · 
1929 · 
1930 · 
1931 · 
1932 · 
1933 · 
1934 · 
1935 · 
1936 · 
1937 · 1939 · 1940 · 
1941 · 
1942 · 
1943 · 1944 · 
1945 · 
1946 · 
1947 · 
1948 · 
1949 · 
1950 · 
1952 · 
1952 · 
1953 · 
1954 · 
1955 · 
1956 · 
1957 · 
1958 · 
1959 · 
1960 · 
1961 · 
1962 · 
1963 · 
1964 · 
1965 · 
1966 · 
1967 · 
1968 · 
1969 · 
1970 · 
1971 · 
1972 · 
1973 · 
1974 · 
1975 · 
1976 · 
1977 · 
1978 · 
1979 · 
1980 · 
1981 · 
1982 · 
1983 · 
1984 · 
1985 · 
1986 · 
1987 · 
1988 · 
1989 · 
1990 · 
1991 · 
1992 · 
1993 · 
1994 · 
1995 · 
1996 · 
1997 · 
1998 · 
1999 · 
2000 · 
2001 · 
2002 · 
2003 · 
2004 · 
2005 · 
2006 · 
2007 · 
2008 · 
2009 · 
2010 · 
2011 · 
2012 · 
2013 ·
2014 ·
2015 ·
2016 ·
2017 ·
2018 ·
2019 ·
2020 ·
2021 ·
2022
Albanië ·
Algerije ·
Andorra ·
Argentinië ·
Armenië ·
Australië ·
Azerbeidzjan ·
België ·
Bolivia ·
Bosnië en Herzegovina ·
Brazilië ·
Bulgarije ·
Canada ·
Chili ·
China ·
Colombia ·
Costa Rica ·
Cyprus ·
DDR ·
Denemarken ·
Duitsland ·
Ecuador ·
Egypte ·
El Salvador ·
Engeland ·
Estland ·
Equatoriaal-Guinea · 
Faeröer ·
Finland ·
Frankrijk ·
GOS ·
Georgië ·
Griekenland ·
Haïti ·
Honduras ·
Hongarije ·
Ierland ·
IJsland ·
Irak ·
Iran ·
Israël ·
Italië ·
Ivoorkust ·
Japan ·
Joegoslavië ·
Jordanië ·
Kosovo ·
Kroatië ·
Letland ·
Liechtenstein ·
Litouwen ·
Luxemburg ·
Malta ·
Marokko ·
Mexico ·
Nederland ·
Nieuw-Zeeland ·
Nigeria ·
Noord-Ierland ·
Noord-Macedonië ·
Noorwegen ·
Oekraïne ·
Oostenrijk ·
Panama ·
Paraguay ·
Peru ·
Polen ·
Portugal ·
Puerto Rico ·
Roemenië ·
Rusland ·
San Marino ·
Saoedi-Arabië ·
Schotland ·
Servië ·
Servië en Montenegro ·
Slovenië ·
Slowakije ·
Sovjet-Unie ·
Tahiti ·
Tsjechië ·
Tsjecho-Slowakije ·
Tunesië ·
Turkije ·
Uruguay ·
Venezuela ·
Verenigde Staten ·
Wales ·
Wit-Rusland ·
Zuid-Afrika ·
Zuid-Korea ·
Zweden ·
Zwitserland
Australië (2014) ·
Brazilië (2013) ·
Chili (2010) ·
Chili (2014) ·
Costa Rica (2022) ·
Duitsland (2008) ·
Duitsland (2022) ·
Engeland (1982) ·
Engeland (2024) ·
Frankrijk (1984) ·
Frankrijk (2006) ·
Frankrijk (2012) ·
Frankrijk (2021) ·
Griekenland (2008) ·
Honduras (2010) ·
Ierland (2012) ·
Iran (2018) ·
Italië (2008) ·
Italië (2012, 1) ·
Italië (2012, 2) ·
Italië (2016) ·
Italië (2021) ·
Japan (2022) ·
Kroatië (2012) ·
Kroatië (2021) ·
Marokko (2018) ·
Marokko (2022) ·
Nederland (2010) ·
Nederland (2014) ·
Oekraïne (2006) ·
Paraguay (2002) ·
Polen (2021) ·
Portugal (2012) ·
Portugal (2018) ·
Rusland (2008, 1) ·
Rusland (2008, 2) ·
Rusland (2018) ·
Saoedi-Arabië (2006) ·
Slovenië (2002) ·
Slowakije (2021) ·
Sovjet-Unie (1964) ·
Tsjechië (2016) ·
Tunesië (2006) ·
Turkije (2016) ·
West-Duitsland (1982) ·
Zuid-Afrika (2002) ·
Zweden (2008) ·
Zweden (2021) ·
Zwitserland (2010) ·
Zwitserland (2021)
KNVB ·
A-internationals ·
Bondscoaches (m) ·
Topscorers ·
Nederlands vrouwenelftal ·
Bondscoaches (v) ·
Nederland B ·
Olympisch elftal ·
Jong Oranje ·
Nederland –20 ·
Nederland –19 ·
Nederland –18 ·
Nederland –17 ·
Nederland –16 ·
Nederland –15 ·
Nederlands amateurelftal ·
Nederlands zaterdagelftal ·
Jong OranjeLeeuwinnen ·
Vrouwen –20 ·
Vrouwen –19 ·
Vrouwen –18 ·
Vrouwen –17 ·
Vrouwen –16 ·
Vrouwen –15 ·
Militair mannenelftal ·
Militair vrouwenelftal ·
Strandteam ·
Vrouwen Strandteam ·
Futsalteam ·
Vrouwen Futsalteam

EK-wedstrijden ·
WK-wedstrijden ·
Resultaten kwalificaties en eindronden ·
Nederland B-wedstrijden ·
Officieuze wedstrijden ·
EK-wedstrijden vrouwen ·
WK-wedstrijden vrouwen ·
Resultaten vrouwen kwalificaties en eindronden
1905 – 1919 ·
1920 – 1929 ·
1930 – 1939 ·
1940 – 1949 ·
1950 – 1959 ·
1960 – 1969 ·
1970 – 1979 ·
1980 – 1989 ·
1990 – 1999 ·
2000 – 2009 ·
2010 – 2019 ·
2020 – 2029
2015 ·
2016 ·
2017 ·
2018 ·
2019 ·
2020 ·
2021 · 
2022
EK's: 1976 · 
1980 · 
1988 · 
1992 · 
1996 · 
2000 · 
2004 · 
2008 · 
2012 · 
2020 · 
2024
WK's: 1934 · 
1938 · 
1974 · 
1978 · 
1990 · 
1994 · 
1998 · 
2006 · 
2010 · 
2014 · 
2022
OS: 1908 ·
1912 ·
1920 ·
1924 ·
1928 ·
1948 ·
1952 ·
2008
Albanië ·
Andorra ·
Argentinië ·
Armenië ·
Australië ·
België ·
Bosnië en Herzegovina ·
Brazilië ·
Bulgarije ·
Canada ·
Chili ·
China ·
Colombia ·
Costa Rica ·
Curaçao ·
Cyprus ·
DDR ·
Denemarken ·
Duitsland ·
Ecuador ·
Egypte ·
Engeland ·
Estland ·
Faeröer ·
Finland ·
Frankrijk ·
GOS · 
Georgië ·
Ghana ·
Gibraltar ·
Griekenland ·
Hongarije ·
Ierland ·
IJsland ·
Indonesië ·
Iran ·
Israël ·
Italië ·
Ivoorkust ·
Japan ·
Joegoslavië ·
Kameroen ·
Kazachstan ·
Kroatië ·
Letland ·
Liechtenstein ·
Luxemburg ·
Malta ·
Marokko ·
Mexico ·
Moldavië ·
Montenegro ·
Nederlandse Antillen ·
Nigeria ·
Noord-Ierland ·
Noord-Macedonië ·
Noorwegen ·
Oekraïne ·
Oostenrijk ·
Paraguay ·
Peru ·
Polen ·
Portugal ·
Qatar ·
Roemenië ·
Rusland ·
Saarland ·
San Marino ·
Saoedi-Arabië ·
Schotland ·
Senegal ·
Servië en Montenegro ·
Slovenië ·
Slowakije ·
Sovjet-Unie ·
Spanje ·
Suriname ·
Thailand ·
Tsjechië ·
Tsjecho-Slowakije ·
Tunesië ·
Turkije ·
Uruguay ·
Verenigd Koninkrijk ·
Verenigde Staten ·
Wales ·
Wit-Rusland ·
Zuid-Afrika ·
Zuid-Korea ·
Zweden ·
Zwitserland
Argentinië (1978) ·
Argentinië (2006) ·
Argentinië (2014) ·
Argentinië (2022) ·
Australië (2014) ·
Brazilië (2014) ·
Chili (2014) · 
Costa Rica (2014) ·
Denemarken (2010) ·
Denemarken (2012) ·
Duitsland (2012) · 
Ecuador (2022) · 
Frankrijk (2008) ·
Italië (2008) ·
Ivoorkust (2006) ·
Japan (2010) ·
Kameroen (2010) ·
Mexico (2014) · 
Noord-Macedonië (2021) · 
Oekraïne (2021) · 
Oostenrijk (2021) · 
Portugal (2006) ·
Portugal (2012) ·
Portugal (2019) ·
Qatar (2022) ·
Roemenië (2008) ·
Rusland (2008) ·
San Marino (2011) ·
Senegal (2022) ·
Servië en Montenegro (2006) ·
Sovjet-Unie (1988) ·
Spanje (2010) ·
Spanje (2014) ·
Tsjechië (2021) · 
Uruguay (2010) ·
Verenigde Staten (2022) · 
West-Duitsland (1974)